# Józef Piwkowski
Józef Żuk Piwkowski (właśc. Józef Aleksander Piwkowski, ur. 17 lipca 1950 w Łodzi) – polski artysta współczesny, fotograf, autor filmów, obrazów, instalacji i działań kulturowych, producent filmowy, kurator i producent wystaw, konkursów, festiwali, wydawca, redaktor i autor tekstów o sztuce współczesnej.

## Życiorys

### Edukacja
Ukończył studia na Wydziale Włókienniczym Politechniki Łódzkiej w zakresie Automatyzacji Procesów Przemysłowych. 17 lutego 1975 został magistrem inżynierem włókiennikiem. W 1976 został przyjęty na drugi rok studiów na Wydziale Operatorskim i Realizacji Telewizyjnej w Państwowej Wyższej Szkole Filmowej, Telewizyjnej i Teatralnej im. L. Schillera w Łodzi.
W 2018 r. Piwkowski uzyskał na PWSFTviT stopień doktora sztuki w dziedzinie sztuk filmowych. Praca doktorska, pt. MetaMemory, czyli od słowa, fotografii, filmu i telewizji do strimingu na żywo w Internecie powstała pod kierunkiem Krzysztofa Cichosza.

### Życie zawodowe
W latach 1975–1976 Józef Piwkowski pracował w Ośrodku Badawczo-Rozwojowym Automatyki i Urządzeń Precyzyjnych MERA-POLTIK. W latach 1980–1981 był zatrudniony w Studiu Filmowym Se-Ma-For, gdzie zrealizował swój autorski film dyplomowy pt. Pierwszy film. Produkcja spotkała się z przychylnymi recenzjami i otrzymała nagrody na festiwalach filmowych w kraju i za granicą. W 1985 podjął pracę w Wytwórni Filmów Oświatowych w Łodzi, jako operator i reżyser. Pomiędzy 1987 a 1988 był reżyserem w Studiu Filmowym im. Karola Irzykowskiego w Warszawie. W latach 1989–2005 sprawował funkcję dyrektora artystycznego w firmie IVARTS w Łodzi. Tam powstał w 1991 film Szuler/Cheat, pierwsza niezależna polska produkcja fabularna. Jest to koprodukcja amerykańsko-hiszpańsko-polska. Piwkowski był współproducentem i współoperatorem. W 1992 i 1993 był dyrektorem Film Centrum, spółki Stowarzyszenia Filmowców Polskich i Jacka Szumlasa w Warszawie. W latach 1993–1994 był dyrektorem artystycznym w firmie CIVA Films w Łodzi. Od 1996 do 2001 prowadził własną produkcję filmową – Pierwszy Film Józef Piwkowski. Zajmował się także produkcją programów i montażem filmów; wyprodukował m.in. 13 odcinkowy program Decyzje dla TVP. W 2001 Piwkowski razem z Klarą Kopcińską założył Stowarzyszenie Edukacji i Postępu – STEP w Warszawie. Prowadzi ono m.in. wydawnictwo TytułRoboczy, będące magazynem poświęconym sztuce, a także projekt Sesilus czy Galerię 2b+R.
Istotnym elementem w zawodowej i artystycznej działalności Józefa Piwkowskiego była wystawa SiegesIkonen – trans FORM z 2009 r., która odbyła się w Berlinie.

### Obecnie (2024)
Józef Żuk Piwkowski mieszka i pracuje w Łodzi, Bydgoszczy, Warszawie. Obecnie (2024) w Bydgoszczy w StudioRejs/2B – domu na wodzie – rozwija koncepcje PortretuWielokrotnego i prowadzi ze ZbyZielem (wł. Zbigniew Zieliński) Galerię 2B+L.

## Działalność dydaktyczna
Oprócz działalności zawodowej i artystycznej, Józef Żuk Piwkowski prowadził również działania dydaktyczne – m.in. razem ze Sławomirem Kalwinkiem opiekował się wydarzeniami, zorganizowanymi przy Kole Naukowym Warsztat Nowych Mediów, działającym przy PWSFTviT w Łodzi. W trakcie jego działalności zostały zrealizowane:
– kilkanaście wystaw z cyklu NeNNale:
- NeNNale WNM – Halo[19]
- NeNNale – Cisza[20]
- NeNNale – Memory[21]
- NeNNale/skrót nagrania/Wernisaż Roboczy WNM – Portret[22]

– wydanie dwóch katalogów:
- TytułRoboczy 045/046 – WNM[23]
- TytułRoboczy 047/048 – NeNNale[24].

## Filmografia
- Pierwszy film, autorski, eksperymentalny film dyplomowy, studio Se-Ma-For (1980)[25]
- Déjà vu, eksperymentalny, krótkometrażowy film, Studio Filmowe im. Karola Irzykowskiego, Warszawa (1988)[26]
- Łódź Ghetto, film dokumentalny, produkcja New York Heritage Project, realizacja Alan Adelson i Kathryn Taverna, współpraca, produkcja i zdjęcia – Józef Piwkowski (1989)[27]
- Szuler/Cheat, pełnometrażowy, kostiumowy film fabularny, producent i operator Józef Piwkowski (1991)[28]
- One Survivor Remembers(inne języki), film dokumentalny, współproducent Józef Piwkowski (1995) – film nagrodzony w 1996 r. Oscarem[29]
- 50 lat Szkoły Filmowej w Łodzi, pełnometrażowy film dokumentalny, realizator, producent Józef Piwkowski (1999)[30][31]
- PierwszyFilm 2000, eksperymentalny film fabularny, autor, producent Józef Piwkowski (1999/2000)[32]
- FirstFilm – Manchester 2005, projekt filmowy, Euroculture Festiwal Manchester (2005)[33]
- Powstanie Sztuki, film dokumentalny, festiwal, MCSW „Elektrownia”, Radom (2007)[34]

## Wystawy i projekty
- KsięgaSłówWszystkich, projekt sieciowy (1975), projekt autorski[35]
- Autoportret / Foto Memory / Zapis / PhotoMemory / MetaMemory, permanentny projekt medialny (od 1977), projekt autorski[36]
- Fotografie i grafiki komputerowe, Galeria Ślad (1984), wystawa indywidualna[37]
- Obrazy i konstrukcje trójkątne, Galerie Edwige Herde, Paryż, Francja (1989), wystawa indywidualna[38]
- Księga słów wszystkich, Godzinki, autorskie projekty medialne, Muzeum Książki Artystycznej, Frankfurt (2000), projekt autorski[39]
- Zdjęcia i słowa, Galeria Wschodnia, Łódź (2002), wystawa indywidualna[40]
- Zapis – PhotoMemory, Mała Galeria ZPAF, CSW (2002), wystawa indywidualna[41]
- BroNorblin – od Warhola do Warpechowskiego, dawna Fabryka Norblina, Warszawa (2003), wystawa zbiorowa, Piwkowski był organizatorem[42]
- PhotoMemory, III biennale Fotografii, Galeria Miejska Arsenał, Poznań (2003), wystawa indywidualna[43]
- Czarny 2 – Malewicz w Norblinie, dawna Fabryka Norblina, Warszawa (2004), wystawa zbiorowa, Piwkowski był organizatorem[44]
- MemoMa (Maszyna Pamięci), instalacja multimedialna (2006), projekt autorski[45]
- Ikony Zwycięstwa, 6 wystaw, 4 katalogi, film dokumentalny, Warszawa (2006), Łódź (2006), Radom (2007), Sofia, Berlin (2009), Bydgoszcz (2021), wystawa zbiorowa, Piwkowski był współorganizatorem[46]
- Wally Gilbert – Projekt Norblin, (pomysł i organizacja) Norblin-Muzeum Przemysłu, Warszawa, Festiwal Czterech Kultur, Łódź, Patio Centrum Sztuki – WSHE, Łódź, ASP Galeria „Aula”, Poznań, UAM Wydział Dziennikarstwa Galeria „Polityczna”, Poznań (2006-2007), Piwkowski był organizatorem tego wydarzenia[47]
- Księga Słów Wszystkich, Galeria XXI, Warszawa (2009), wystawa indywidualna[48]
- transFORM, plenerowe centrum kultury, Warszawa (2009-2010), wystawa zbiorowa, Piwkowski był współorganizatorem[49]
- 5 x Malewicz, Galeria Fibak, Warszawa (2011), Piwkowski był organizatorem[50]
- transFORM, MetaMemory, Sesilus, projekty multidyscyplinarne, Wisła, Bydgoszcz (2011-2015), wystawa zbiorowa, Piwkowski był współorganizatorem[51][52]
- 100 x Malewicz, performance, koncert, streaming live, Muzeum Książki Artystycznej, Łódź (2013), wystawa indywidualna[53]
- Trójkątna dekonstrukcja czarnego kwadratu na białym tle, instalacja permanentna, MCSW „Elektrownia”, Radom (2015), wystawa indywidualna[54]
- PART y TURY, koncert, Galeria 2b+Oki Doki, Warszawa (2017), wystawa zbiorowa, Piwkowski był równocześnie organizatorem[55]
- Performance X, warsztaty, performance, koncert, streaming live, Muzeum Fortepianów, Ostromecko (2018), wystawa zbiorowa, Piwkowski był organizatorem[56]
- MetaMemory, MCSW „Elektrownia”, Radom (2018), wystawa indywidualna[57]
- MetaMemory 1977 – ∞, Muzeum Fotografii przy WSG, Bydgoszcz (2024), wystawa indywidualna[58][59]

## Inicjatywy kulturalne
Oprócz działalności dydaktycznej i artystycznej, Józef Piwkowski jest również aktywnym inicjatorem działalności kulturalnych:
- Galerie 2b – eksperymentalna galeria, pojawiająca się w różnych przestrzeniach miejskich. Została zrealizowana m.in. w starej fabryce Norblina w Warszawie, na Dworu Centralnym w Warszawie, na stacjach Metra, w starej Elektrowni w Radomiu, w przestrzeniach poindustrialnych Kielc, w PKiN, nad Wisłą, w Ostrowie Świętokrzyskim. Inicjatywa działa od 2003 r. Kontynuacją Galerii 2b jest założona w 2007 r. Galeria 2b+r, prowadzona razem z Joanną Krzysztoń i Grzegorzem Rogalą[60], a także Galeria 2B+L, współprowadzona ze ZbyZielem w Bydgoszczy. Galeria istnieje od 2022[61].

- Wydawnictwo TytułRoboczy, wydające magazyny o sztuce. Działa od 2004[62][63].